# 楞次定律

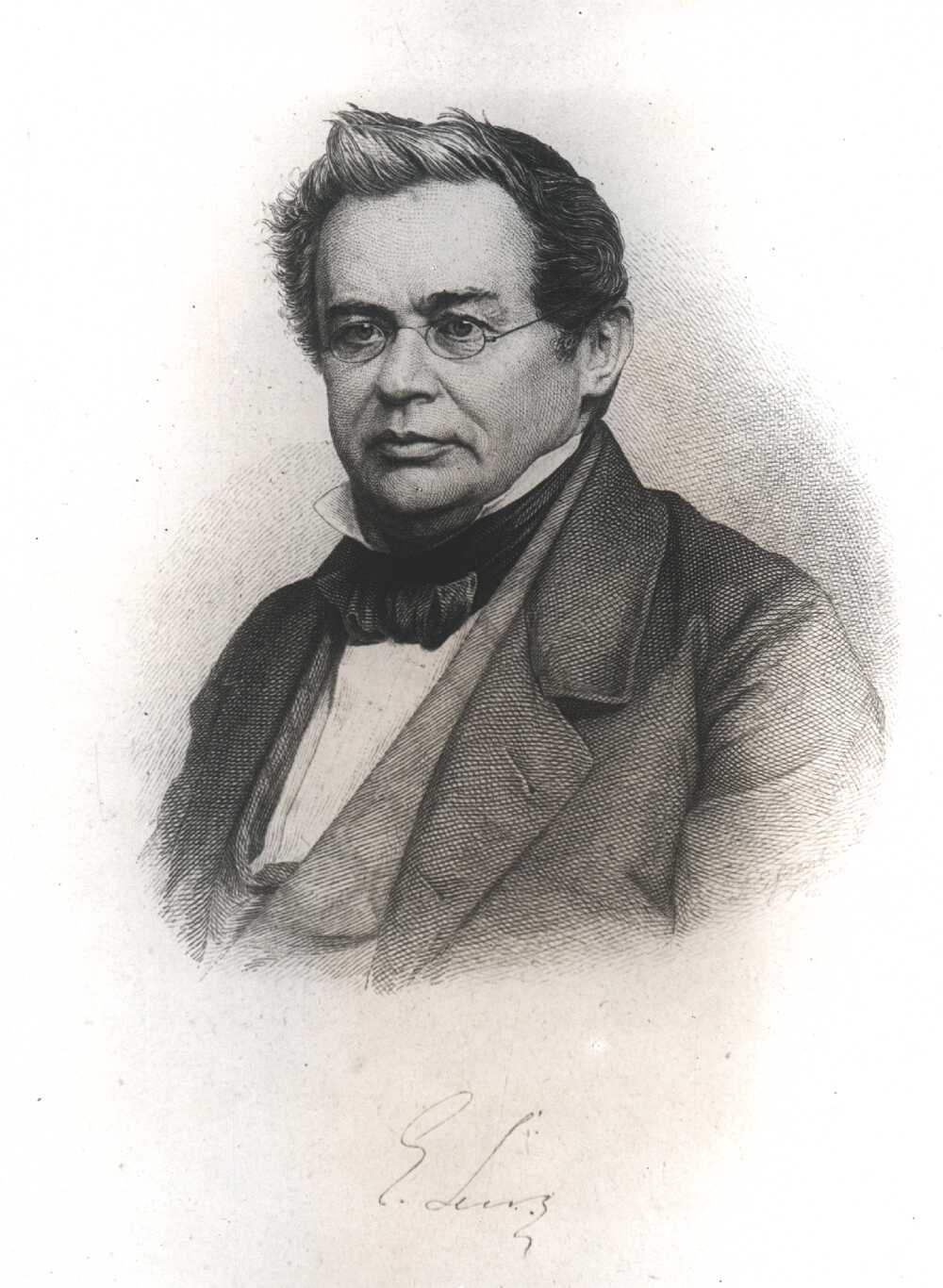
海因里希·楞次

在電磁學裏，楞次定律（Lenz's law）能夠找到由电磁感应產生的电动势和感應電流的方向。對於電磁感應所涉及的非保守力，這定律可以視為能量守恆定律的延伸。楞次定律是由俄羅斯物理学家海因里希·楞次在1834年发现的，其内容为 ：
由於磁通量的改變而產生的感應電流，其方向為抗拒磁通量改變的方向。
只使用法拉第電磁感應定律，並不容易決定感應电流方向。楞次定律給出了一種既簡單又直觀地能夠找到感應電流方向的方法。

## 概述

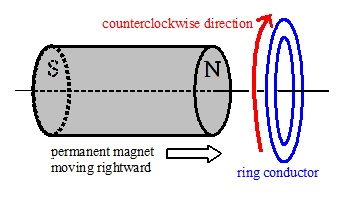
在環圈導體左邊的一塊永久磁鐵，其指北極指向環圈。假若，將磁鐵往環圈方向推進，則從磁鐵往環圈看，感應電流會呈逆時針方向。

如右圖所示，在環圈導體的左邊有一塊永久磁鐵，其指北極指向環圈。假若，將磁鐵往環圈方向推進，則通過環圈的磁通量會增強。根據楞次定律，從磁鐵往環圈看，感應電流會呈逆時針方向。這是因為呈逆時針方向的感應電流所產生的磁場，其方向跟磁鐵的磁場方向相反，會使得總磁場比磁鐵的磁場微弱，從而抗拒磁通量的改變。
反之，假若，將磁鐵往反方向拉離環圈，則通過環圈的磁通量會減弱。根據楞次定律，從磁鐵往環圈看，感應電流會呈順時針方向。這是因為呈順時針方向的感應電流所產生的磁場，其方向跟磁鐵的磁場方向相同，會使得總磁場比磁鐵的磁場強勁，從而抗拒磁通量的改變。
另外有一種改變磁通量的方法：改使用電磁鐵，固定電磁鐵的位置，只增加電磁鐵的磁場，則通過環圈的磁通量會增強。根據楞次定律，從磁鐵往環圈看，感應電流會呈逆時針方向。這是因為呈逆時針方向的感應電流所產生的磁場，其方向跟磁鐵的磁場方向相反，會使得總磁場比磁鐵的磁場微弱，從而抗拒磁通量的改變。
還有一種改變磁通量的方法，即增大環圈的面積。這動作會使磁通量增強。根據楞次定律，從磁鐵往環圈看，感應電流會呈逆時針方向。反之，假若減小環圈的面積，則通過環圈的磁通量會減弱。根據楞次定律，從磁鐵往環圈看，感應電流會呈順時針方向。

## 與能量守恆定律的關係
只有保守力遵守能量守恆定律。在電磁學裏，楞次定律將能量守恆定律延伸至涉及非保守力的案例。假設，沿著環圈的中心軸，一個磁鐵往這環圈以等速度移動，準備穿過環圈。由於這動作，磁通量會改變，會有感應電流產生於環圈。感應電流的方向要看到底是磁鐵的指北極還是指南極領導朝著環圈移動而決定。假若是指北極，則從磁鐵往環圈看，感應電流會呈逆時針方向。根據安培定律，感應電流所產生的磁場跟磁鐵的磁場反方向。這會使磁場減弱，因而對磁鐵產生排斥力，使得磁鐵往環圈方向移動的速度變慢。因此這現象所涉及的作用力是非保守力。
以方程式表達，在靜電學裏，電場的闭合迴路積分等於零：
{\displaystyle \oint _{\mathbb {C} }\mathbf {E} \cdot d{\boldsymbol {\ell }}=0} ；
其中，{\displaystyle \mathbf {E} } 是電場，{\displaystyle \mathbb {C} } 是閉合迴路，{\displaystyle d{\boldsymbol {\ell }}} 是微小線積分。
所以，電場是保守場，電場力是保守力。
在電磁學裏，根據法拉第電磁感應定律，電場的迴路積分等於通過迴路的磁通量 {\displaystyle \Phi _{B}} 對於時間 {\displaystyle t} 的負偏導數：
{\displaystyle \oint _{\mathbb {C} }\mathbf {E} \cdot d{\boldsymbol {\ell }}=-{\frac {\partial \Phi _{B}}{\partial t}}} 。
所以，電場不是保守場，電場力不是保守力。
為了要了解這現象對於能量守恆定律的意義，假設感應電流的方向與前面所敘述的方向恰好相反。那麼，對於指北極面對環圈的磁鐵，往環圈方向以等速度移動，則通過環圈的磁通量會增加，環圈的感應電流不是呈逆時針方向，而是呈順時針方向。根據安培定律，感應電流所產生的磁場跟磁鐵的磁場同方向，會使磁場加強，因而對磁鐵產生吸引力，吸引磁鐵更快的往環圈方向移動。這樣，除了原先磁鐵的動能以外，沒有任何其它輸入能量，而磁鐵的動能會自動地增加，違反能量守恆定律。

## 參閱
- 電磁場的數學表述
- 法拉第弔詭

## 外部連結
- 國家高磁場實驗室的影音視訊：渦電流和楞次定律 （页面存档备份，存于）。